# Movimiento por Pakistán

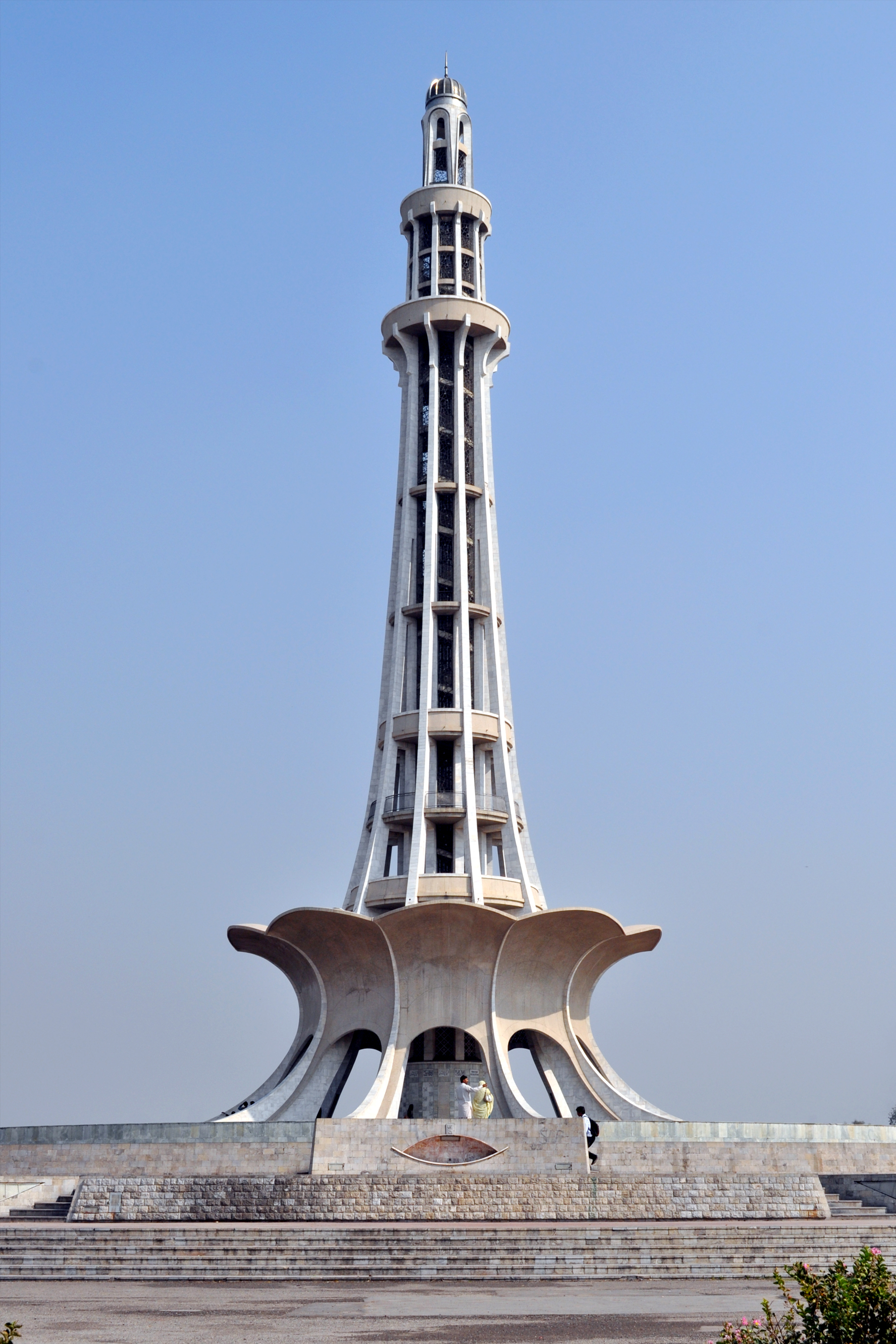
Minarete de Pakistán donde se aprobó el proyecto de ley de Resolución de Lahore.

El  Movimiento por Pakistán, Movimiento pakistaní o Tehrik-e-Pakistán, en  bengali: পাকিস্তান আন্দোলন, Pakistan Andolon; en urdu: تحریک Taḥrīk - Taḥrīk-i Pākistān fue un movimiento político religioso en la década de 1940 que tuvo como objetivo y éxito la creación del Dominio de Pakistán a partir de las áreas de mayoría musulmana del Imperio Indio Británico.
El liderazgo del movimiento se formó principalmente en la Universidad Musulmana de Aligarh. A partir del Movimiento Aligarh, la comunidad musulmana india desarrolló una identidad política laica. El Movimiento pakistaní progresó dentro de la India junto con el movimiento independentista indio, pero el Movimiento pakistaní buscó establecer un nuevo estado-nación que protegiera la identidad religiosa y los intereses políticos de los musulmanes en el subcontinente indio.
Los poetas urdu como Iqbal y  Faiz utilizaron la literatura, la poesía y el habla como una herramienta poderosa para la conciencia política.
La fuerza motriz del Movimiento pakistaní fue la comunidad musulmana de las provincias de la minoría musulmana, las  Provincias Unidas y la Presidencia de Bombay, más que la de las provincias de mayoría musulmana.

## Historia del movimiento

Reunión de Robert Clive con el emperador Shah Alam II, 1765.

### Antecedentes

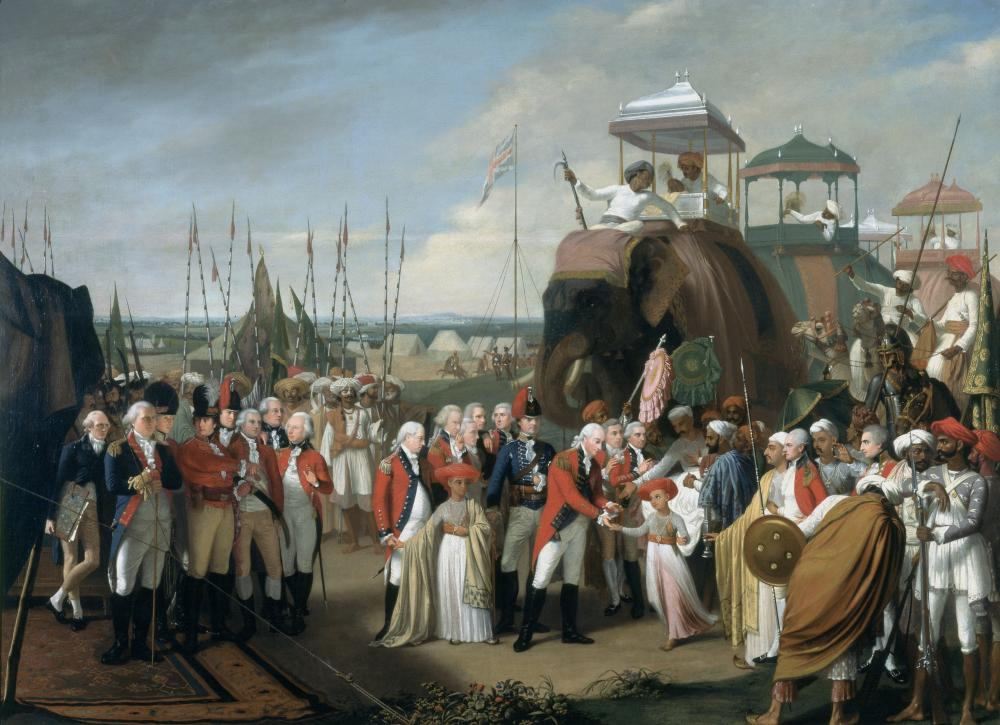
Después de la batalla de Seringapatam, los hijos del emperador Tipu Sultan se rindieron a Lord Cornwallis en 1799.

Durante este tiempo, las reformas educativas radicales e influyentes de  Lord Macaulay condujeron a numerosos cambios en la introducción y enseñanza de las lenguas occidentales (por ejemplo, inglés y latín), la historia y la filosofía.
Los estudios religiosos y las  lenguas árabe,  turca y  persa estaban completamente excluidos de las universidades estatales. En un corto período de tiempo, el inglés se había convertido no solo en el medio de instrucción, sino también en el idioma oficial en 1835 en lugar del persa, lo que perjudicaba a quienes habían construido sus carreras en torno a este último idioma.
Los estudios tradicionales hindúes e islámicos ya no eran apoyados por la Corona británica, y casi todas las madrasas perdieron su waqf (lit. dotación financiera).

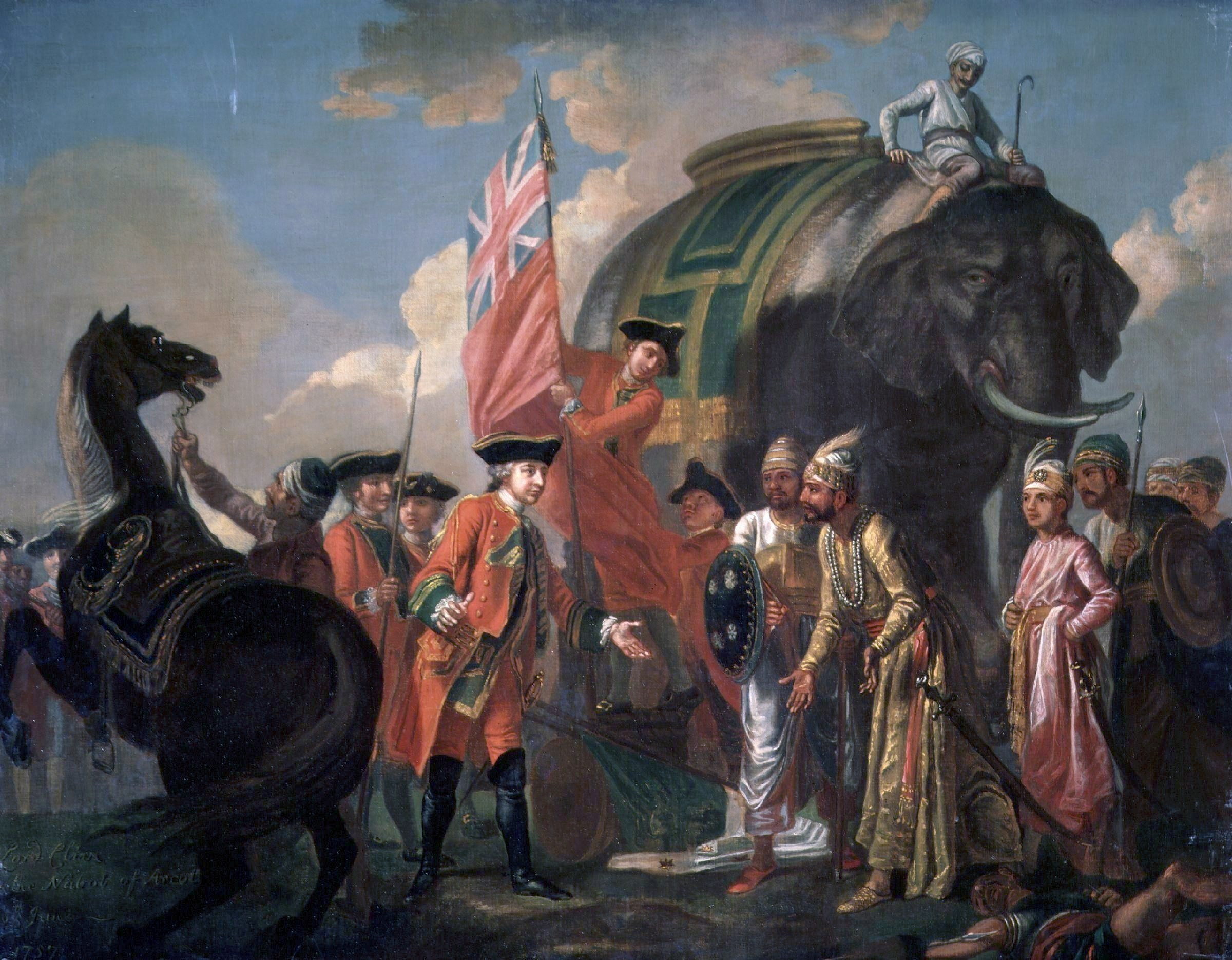
Lord Robert Clive se reunió con Mir Jafar después de la Batalla de Plassey
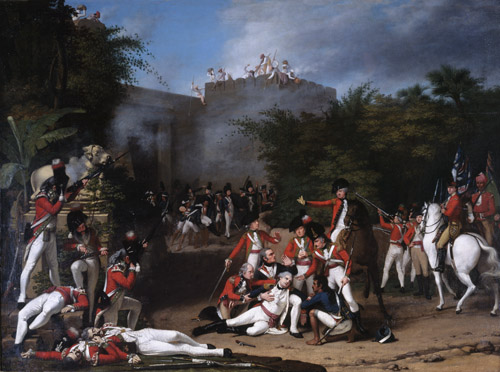
Fuerzas británicas que asaltan la puerta de Pettah de Bangalore
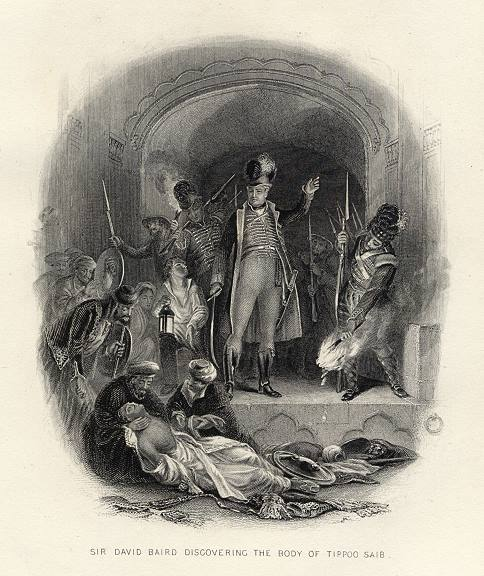
El general Sir David Baird descubriendo el cuerpo de Tipu Sultan, 1799
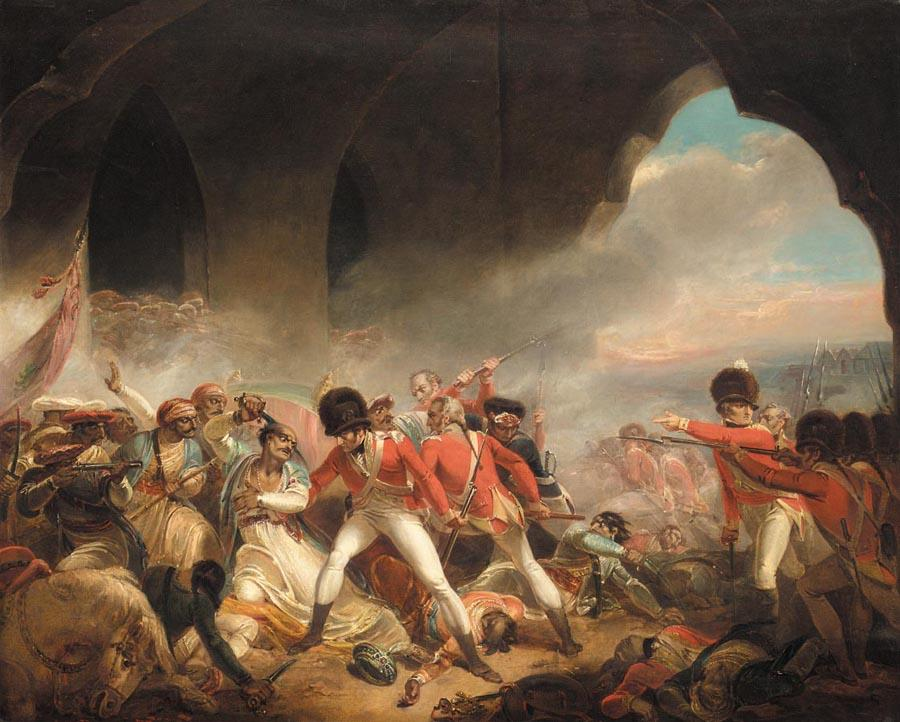
El último impulso del ejército británico para Mysore, 1700

### Visión renacentista
Muy pocas familias musulmanas enviaron a sus hijos a las universidades inglesas. Por otro lado, los efectos del Renacimiento bengalí hicieron que la población hindú fuera más educada y obtuviera posiciones lucrativas en el Servicio Civil de la India ; Muchos ascendieron a los puestos influyentes en el gobierno británico. [cita requerida]

### Auge del movimiento organizado
El éxito de la Conferencia Educativa Muhammadan de Toda la India como parte del Movimiento Aligarh, la Liga Musulmana de Toda la India, se estableció con el apoyo de Syed Ahmad Khan en 1906 y se fundó en Daca en respuesta a la reintegración de Bengala después de que se produjera una protesta masiva hindú en el subcontinente. A principios de 1905, el virrey  Lord Curzon partió la Bengala que era favorecida por los musulmanes, ya que les daba una mayoría musulmana en la mitad oriental.
En 1909,  Lord Minto promulgó el Acta del Consejo y se reunió con una delegación musulmana encabezada por Aga Khan III para reunirse con el Virrey Lord Minto, un acuerdo que Minto aceptó[cita requerida]. La delegación estaba formada por 35 miembros, cada uno de los cuales representaba proporcionalmente a su respectiva región, mencionados a continuación.

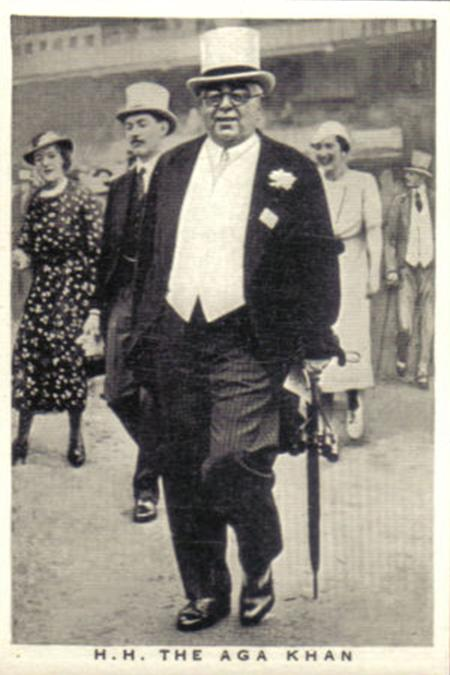
Aga Khan III en 1936.

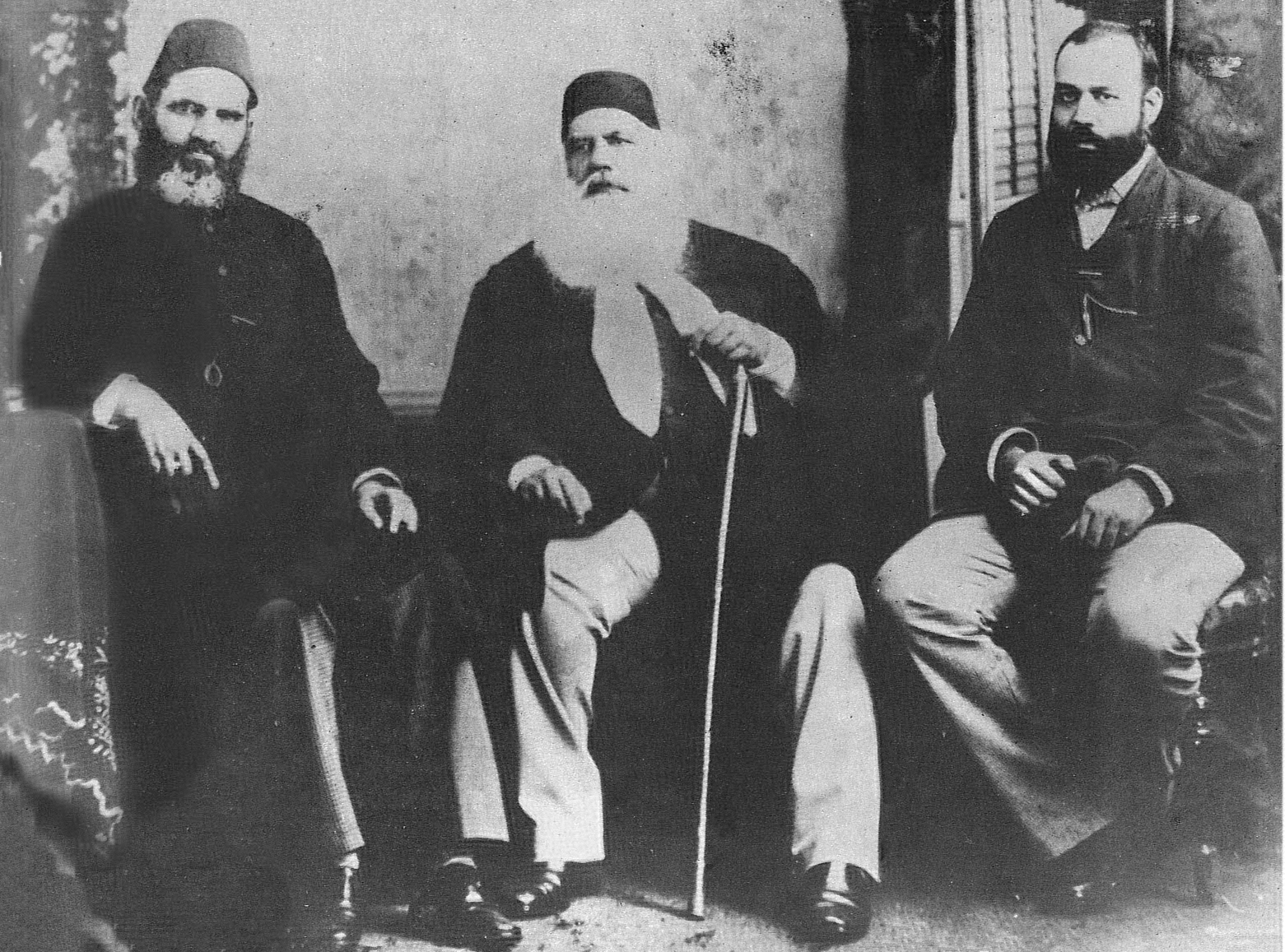
El Consejo de Gobierno de la Liga Musulmana en la sesión de Lahore. La mujer que lleva la capa negra es Muhatarma Amjadi Banu Begum, la esposa de Maulana Mohammad Ali Jauhar, un prominente líder de la Liga Musulmana. Begum fue una destacada representante de las mujeres musulmanas de la UP durante los años del Movimiento de Pakistán.

1. Sir Aga Khan III, Jefe de la delegación; (Bombay).
2. Nawab Mohsin-ul-Mulk (Aligarh).
3. Nawab Waqar-ul-Mulk (Muradabad).
4. Maulvi Hafiz Hakim Ajmal Khan (Delhi).
5. Maulvi Syed Karamat Husain (Allahabad).
6. Maulvi Sharifuddin (Patna).
7. Nawab Syed Sardar Ali Khan (Bombay).
8. Syed Abdul Rauf (Allahabad).
9. Maulvi Habiburrehman Khan (Aligarh).
10. Sahibzada Aftab Ahmed Khan (Aligarh).
11. Abdul Salam Khan (Rampur).
12. Raees Muhammed Ahtasham Ali (Lucknow)
13. Khan Bahadur Muhammad Muzammilullah Khan. (Aligarh).
14. Haji Muhammed Ismail Khan (Aligarh).
15. Shehzada Bakhtiar Shah (Calcuta).
16. Malik Umar Hayat Khan Tiwana (Shahpur).
17. Khan Bahadur Muhammed Shah Deen (Lahore).
18. Khan Bahadur Syed Nawab Ali Chaudhary (Mymansingh).
19. Nawab Bahadur Mirza Shuja'at Ali Baig (Murshidabad).
20. Nawab Nasir Hussain Khan Bahadur (Patna).
21. Khan Bahadur Syed Ameer Hassan Khan (Calcuta).
22. Syed Muhammed Imam (Patna).
23. Nawab Sarfaraz Hussain Khan Bahadur (Patna).
24. Maulvi Rafeeuddin Ahmed (Bombay).
25. Khan Bahadur Ahmed Muhaeeuddin (Madras).
26. Ibraheem Bhai Adamjee Pirbhai (Bombay).
27. Maulvi Abdul Raheem (Calcuta).
28. Syed Allahdad Shah (Khairpur).
29. Maulana H. M. Malik (Nagpur).
30. Khan Bahadur Col. Abdul Majeed Khan (Patiala).
31. Khan Bahadur Khawaja Yousuf Shah (Amritsar).
32. Khan Bahadur Mian Muhammad Shafi. (Lahore).
33. Khan Bahadur Shaikh Ghulam Sadiq. (Amritsar).
34. Syed Nabiullah. (Allahabad).
35. Khalifa Syed Muhammed Khan Bahadur. (Patna).[17]

Hasta 1937, la Liga Musulmana había seguido siendo una organización de musulmanes indios de élite. La dirección de la Liga Musulmana comenzó la movilización de masas y la Liga se convirtió en un partido popular entre las masas musulmanas en la década de 1940, especialmente después de la Resolución de Lahore. Bajo la dirección de Jinnah, su número de miembros aumentó a más de dos millones y se volvió más religioso e incluso separatista en su punto de vista. La primera base de la Liga Musulmana fue la de las  Provincias Unidas. A partir de 1937, la Liga Musulmana y Jinnah atrajeron a una gran cantidad de multitudes a través de toda la India en sus procesiones y huelgas.

### Resolución de Lahore
En la conferencia de la Liga Musulmana de 1940 en Lahore en 1940, Jinnah dijo: 

Los hindúes y los musulmanes pertenecen a dos religiones, filosofías, costumbres sociales y literatura diferentes....". Es evidente que los hindúes y los musulmanes se inspiran en diferentes fuentes de la historia. Tienen diferentes epopeyas, diferentes héroes y diferentes episodios...... Para unir a dos de estas naciones bajo un mismo estado, una como minoría numérica y la otra como mayoría, debe conducir a un creciente descontento y a la destrucción final de cualquier tejido que pueda ser construido para el gobierno de tal estado.

En Lahore, la Liga Musulmana se comprometió formalmente a crear un estado musulmán independiente, incluyendo Sindh, Punjab,  Baluchistán, la Provincia de la Frontera del Noroeste y Bengala, que sería «totalmente autónomo y soberano». La resolución garantiza la protección de las religiones no musulmanas. La «Resolución de Lahore», propuesta por el actual Ministro Principal de Bengala, A. K. Fazlul Huq, fue adoptada el 23 de marzo de 1940, y sus principios constituyeron la base de la primera constitución de Pakistán.
En oposición a la Resolución de Lahore, la «Conferencia Musulmana de All India Azad» se reunió en Delhi en abril de 1940 para expresar su apoyo a una India unida. Entre sus miembros se encontraban varias organizaciones islámicas de la India, así como 1400 delegados musulmanes nacionalistas.

### Fórmula C. R. y Misión del Gabinete
Las conversaciones entre Jinnah y Gandhi en 1944 en Bombay no lograron un acuerdo.

### Segunda Guerra Mundial
El 3 de septiembre de 1939, el primer ministro británico Neville Chamberlain declaró el comienzo de la guerra con Alemania. Poco después, el virrey Lord Linlithgow hizo lo mismo y anunció que la India también estaba en guerra con Alemania. En 1939, los líderes del Congreso renunciaron a todos los cargos de gobierno de la India británica para los que habían sido elegidos.  La Liga Musulmana celebró el fin del gobierno de la India británica dirigido por el Congreso, con la famosa declaración de Jinnah de que era «un día de liberación y acción de gracias». En un memorando secreto al primer ministro británico, la Liga Musulmana acordó apoyar los esfuerzos bélicos del Reino Unido, a condición de que los británicos lo reconocieran como la única organización que hablaba en nombre de los musulmanes indios.
Tras la protesta efectiva del Congreso contra el hecho de que el Reino Unido involucrara unilateralmente a la India en la guerra sin consultar con ellos, la Liga Musulmana continuó apoyando los esfuerzos bélicos británicos, lo que les permitió propagarse activamente contra el Congreso con el argumento del "Islam en peligro".
El Congreso de la India y la Liga Musulmana respondieron de manera diferente sobre el tema de la Segunda Guerra Mundial. El Congreso indio se negó a apoyar a los británicos a menos que se concediera la independencia a todo el subcontinente indio. La Liga Musulmana, por otra parte, apoyó a Gran Bretaña tanto políticamente como a través de contribuciones humanas. La educación, la formación y las ideas filosóficas británicas de los líderes de la Liga Musulmana ayudaron a acercar al gobierno británico y a la Liga Musulmana entre sí. El propio Jinnah apoyó a los británicos en la Segunda Guerra Mundial cuando el Congreso no colaboró. El gobierno británico prometió a los musulmanes en 1940 que no transferiría el poder a una India independiente a menos que su constitución fuera aprobada primero por los musulmanes indios, una promesa que posteriormente no cumplió.

### El final de la guerra
En 1942, Gandhi hizo un llamamiento al Movimiento de Abandono de la India contra el Reino Unido. Por otro lado, la Liga Musulmana aconsejó al primer ministro Winston Churchill que Gran Bretaña debía "dividir y luego renunciar". Las negociaciones entre Gandhi y el Virrey Wavell fracasaron, al igual que las conversaciones entre Jinnah y Gandhi en 1944. Cuando terminó la Segunda Guerra Mundial, la presión de la Liga Musulmana por el Movimiento Pakistaní y los esfuerzos de Gandhi por la independencia de la India intensificaron la presión sobre el primer ministro Winston Churchill. Dada la aparición del orden estadounidense y ruso en la política mundial y el malestar general en la India, Wavell pidió que se celebraran elecciones generales en 1945.
En la década de 1940, Jinnah surgió como líder de los musulmanes indios y fue conocido popularmente como Quaid-e-Azam ('Gran Líder'). Las elecciones generales celebradas en 1945 para la Asamblea Constituyente del Imperio Indio Británico, la Liga Musulmana aseguró y ganó 425 de los 496 escaños reservados para los musulmanes y alrededor del 89,2% de los votos musulmanes en una política de creación de un Estado independiente de Pakistán, y con una amenaza implícita de secesión en caso de que ésta no se concediera. El Congreso, dirigido por Gandhi y Nehru, se mantuvo firmemente en contra de la división de la India. La partición parece haber sido inevitable después de todo, siendo uno de los ejemplos la declaración de Lord Mountbatten sobre Jinnah: No había ningún argumento que pudiera moverlo de su determinación consumidora de realizar el sueño imposible de Pakistán.
Stephen P. Cohen, historiador americano de Pakistán, escribe en The Idea of Pakistan sobre la influencia del nacionalismo musulmán del sur de Asia en el movimiento pakistaní:

La narrativa etnolingüística-nacionalista] comienza con un glorioso imperio estatal precolonial cuando los musulmanes del sur de Asia estaban unidos políticamente y eran culturalmente, civilizadamente y estratégicamente dominantes. En esa época, las diferencias etnolingüísticas se subsumían bajo una visión común de un orden social y político de inspiración islámica. Sin embargo, las divisiones entre los musulmanes que existían fueron explotadas por los británicos, que practicaban la política de "divide y vencerás", desplazando a los mogoles y circunscribiendo a otros gobernantes islámicos. Además, los hindúes eran los aliados de los británicos, que los utilizaban para encontrar un equilibrio con los musulmanes; muchos hindúes, un pueblo fundamentalmente inseguro, odiaban a los musulmanes y los habrían oprimido en una India democrática de un solo hombre y un solo voto. El movimiento de libertad de Pakistán unió estas piezas dispares del rompecabezas nacional, y Pakistán fue la expresión de la voluntad nacional de los musulmanes liberados de la India.
Stephen Cohen, La idea de Pakistán (2004).

### Elecciones de 1946
Las elecciones de 1946 dieron como resultado que la  Liga Musulmana obtuviera la mayoría de los votos musulmanes y reservara escaños musulmanes en las asambleas central y provinciales, con un desempeño excepcionalmente bueno en las provincias de minoría musulmana como UP y Bihar, en comparación con las provincias de mayoría musulmana de Punjab y NWFP. Así, las elecciones de 1946 fueron un plebiscito en el que los musulmanes indios votaron sobre la creación de Pakistán; un plebiscito que ganó la Liga Musulmana. Esta victoria fue asistida por el apoyo dado a la Liga Musulmana por el campesinado rural de Bengala, así como por el apoyo de los terratenientes de Sindh y Punjab. El Congreso, que inicialmente negó la afirmación de la Liga Musulmana de ser el único representante de los musulmanes indios, se vio obligado a reconocer que la Liga Musulmana representaba a los musulmanes indios. Los británicos no tenían otra alternativa que tener en cuenta las opiniones de Jinnah, ya que había surgido como el único portavoz de los musulmanes indios. Sin embargo, los británicos no deseaban que la India fuera dividida y en un último esfuerzo para evitarlo organizaron el plan de la Misión del Gabinete. En 1946, el Plan de la Misión del Gabinete recomendaba una India descentralizada pero unida lo que fue aceptado por la Liga Musulmana pero rechazado por el Congreso, por lo tanto, abriendo el camino para la Partición de la India.

## Campañas políticas y apoyo

### Punjab

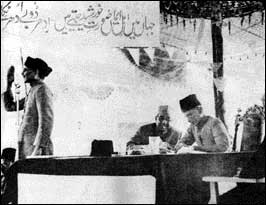
Chaudhry Khaliquzzaman secunda la Resolución con Jinnah y Liaqat presidiendo la sesión

Un campo de batalla clave durante las elecciones fue la provincia de Punjab. El Punjab tiene una ligera mayoría musulmana, y la política local ha estado dominada por el Partido Unionista laico y su antiguo líder, Sir Sikandar Hayat Khan. Los unionistas habían construido una formidable base de poder en el campo punjabí a través de políticas de patrocinio que les permitían conservar la lealtad de los terratenientes y señores que ejercían una influencia local significativa. Para que la Liga Musulmana pudiera pretender representar el voto musulmán, tendrían que ganarse la mayoría de los escaños ocupados por los unionistas. Tras la muerte de Sir Sikander en 1942, y con el fin de superar su sombrío desempeño en las elecciones de 1937, la Liga Musulmana intensificó sus campañas en todo el Punjab rural y urbano.
Uno de los principales objetivos de la campaña de la Liga Musulmana fue el aumento del uso del simbolismo religioso. Se aconsejó a los activistas que se unieran a las oraciones comunales cuando visitaran las aldeas, y que obtuvieran permiso para celebrar reuniones después de las oraciones del viernes. El Corán se convirtió en un símbolo de la Liga Musulmana en los mítines, y se comprometió a votar cuando se hiciera sobre él. Los estudiantes, un componente clave de los activistas de la Liga Musulmana, fueron entrenados para atraer al electorado en las líneas comunales, y en el punto álgido de la actividad estudiantil durante las vacaciones de Navidad de 1945, 250 estudiantes de Aligarh fueron invitados a hacer campaña en la provincia junto con 1550 miembros de la Punjab Muslim Students Archivado el 5 de julio de 2022 en Wayback Machine. Federation.  Un logro clave de estos esfuerzos vino en tentar a  Muslim Jats y Gujjars 
de sus lealtades tribales intercomunales. En respuesta, los sindicalistas intentaron contrarrestar el creciente atractivo religioso de la Liga Musulmana introduciendo el simbolismo religioso en su propia campaña, pero sin activistas estudiantiles que contaran con el apoyo de los terratenientes y con un apoyo cada vez menor entre los terratenientes, sus intentos tuvieron poco éxito.
Para promover su llamamiento religioso, la Liga Musulmana también lanzó esfuerzos para atraer a Pirs hacia su causa. Los Pirs dominaban el panorama religioso, y eran individuos que afirmaban heredar la autoridad religiosa de Santos Sufíes quienes habían hecho proselitismo en la región desde el siglo XI. En el siglo XX, la mayoría de los musulmanes punjabíes ofrecieron lealtad a un pir como guía religioso, lo que les proporcionó una considerable influencia política. Los unionistas habían cultivado con éxito el apoyo de Pirs para lograr el éxito en las elecciones de 1937, y la Liga Musulmana ahora intentaba replicar su método de hacerlo. Para ello, la Liga Musulmana creó el Comité Masheikh, utilizó Urs, ceremonias y santuarios para reuniones y mítines y alentó a las fatwas a apoyar a la Liga Musulmana. Las razones para que los pines cambien de lealtad variaron. Para los Gilani Pirs de Multan, el factor primordial fueron las antiguas rivalidades entre facciones locales, mientras que para muchos otros el tamaño de los santuarios y la relación con el gobierno dictaron su lealtad.
A pesar del objetivo de la Liga Musulmana de fomentar una lealtad musulmana unida, también reconoció la necesidad de explotar mejor la red biradari y de apelar a las lealtades tribales primordiales. En 1946 celebró una conferencia especial en Gujjar con la intención de atraer a todos los gujaris musulmanes, y levantó la prohibición de Jahanara Shahnawaz con la esperanza de apelar a las circunscripciones de Arain. Apelar a los lazos de biradari permitió a la Liga Musulmana acelerar el apoyo entre los terratenientes y, a su vez, utilizar la relación económica de los terratenientes con sus inquilinos para garantizar los votos para las próximas elecciones.
Una estrategia separada de la Liga Musulmana fue la de explotar la crisis económica sufrida en el Punjab como resultado de la Segunda Guerra Mundial. El Punjab había abastecido al 27% de los reclutas del ejército indio durante la guerra, constituyendo 800 000 hombres y representando una parte significativa del electorado. En 1946, menos del 20 por ciento de los militares que regresaban a sus hogares habían encontrado empleo, lo que en parte se vio exacerbado por el rápido final de la guerra en Asia, que sorprendió a los unionistas, y que significó que sus planes de desplegar militares para trabajar en las colonias de los canales aún no estaban listos. La Liga Musulmana se aprovechó de esta debilidad y siguió el ejemplo del Congreso de proporcionar trabajo a los militares dentro de su organización. La capacidad de la Liga Musulmana de ofrecer una alternativa al gobierno unionista, a saber, la promesa de Pakistán como respuesta a la dislocación económica sufrida por los aldeanos punjabíes, fue identificada como un tema clave para las elecciones.
En vísperas de las elecciones, el panorama político en el Punjab estaba finamente equilibrado y la Liga Musulmana ofrecía una alternativa creíble al Partido Unionista. La transformación en sí misma había sido rápida, ya que la mayoría de los terratenientes y señores no habían cambiado de lealtad hasta después de 1944. La ruptura de las conversaciones entre el primer ministro del Punjab, Malik Khizar Hayat Tiwana y Muhammad Ali Jinnah a finales de 1944 había significado que muchos musulmanes se vieran ahora obligados a elegir entre los dos partidos en las próximas elecciones. Un nuevo golpe para los unionistas se produjo con la muerte de su principal estadista, Sir Chhotu Ram, a principios de 1945.
En 1947 el Punyab Occidental estaba habitado mayoritariamente por musulmanes, y la población sij e hindú era minoritaria. En 1947, la Punjab votó a favor de Pakistán con supermayoría], que hizo que muchas minorías hindúes y sijs emigraran a la India, mientras que los refugiados musulmanes de la India se establecieron en el Punjab occidental y a través de Pakistán.

### Sind

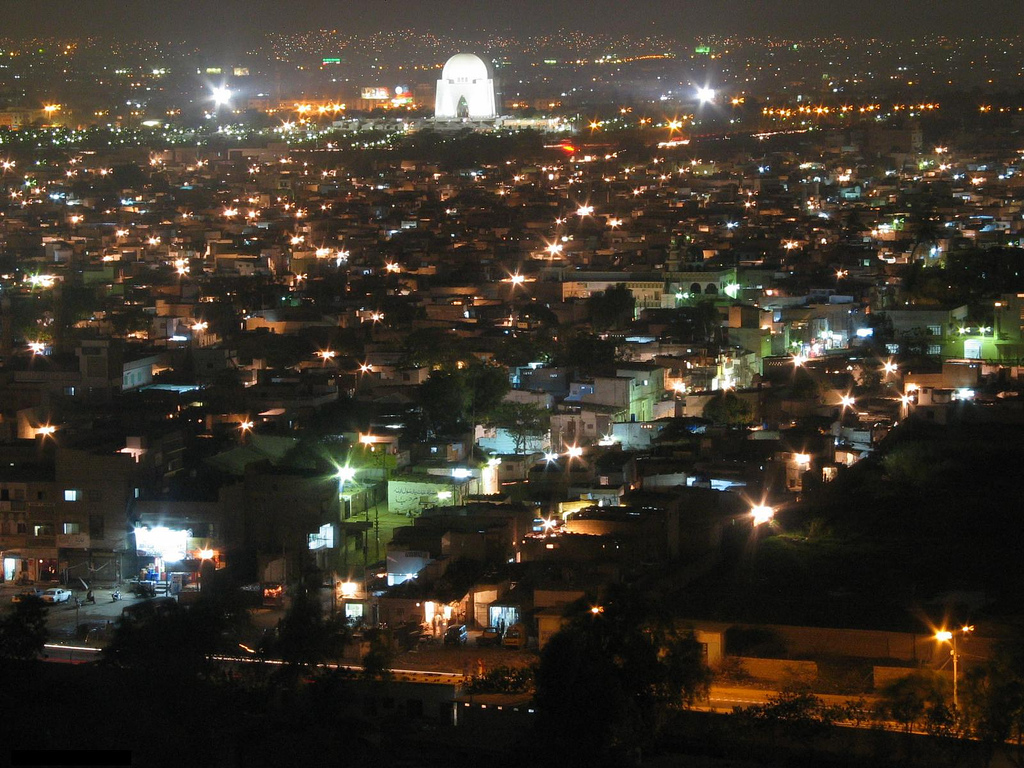
Sindh es el lugar de nacimiento y entierro de Jinnah, el fundador de Pakistán

Tanto la élite musulmana de los waderas como los elementos comerciales hindúes, banias, colaboraron en la opresión del campesinado predominantemente musulmán de la provincia india británica de Sind, que era explotado económicamente. En las primeras elecciones provinciales de Sind después de su separación de Bombay en 1936, los intereses económicos fueron un factor esencial de la política basada en cuestiones religiosas y culturales. Debido a las políticas británicas, gran parte de la tierra de Sindhi fue transferida de manos musulmanas a manos hindúes a lo largo de las décadas. La explotación de los musulmanes sindhi por parte de los hindúes sindhi ha alcanzado proporciones alarmantes. En Sind, "la disputa sobre el Sukkur Manzilgah había sido inventada por los miembros de las ligas provinciales para desestabilizar el ministerio de Allah Bakhsh Soomro, que dependía del apoyo del Congreso y del Partido Independiente Hindú". La Liga Musulmana Sind explotó el asunto y se agitó por lo que dijeron que era una mezquita abandonada para ser entregada a la Liga Musulmana. Como consecuencia, mil miembros de la Liga Musulmana fueron encarcelados. Finalmente, debido al pánico, el gobierno devolvió la mezquita a los musulmanes.
La separación de Sind de la presidencia de Bombay provocó que los  nacionalistas musulmanes sindhi apoyaran al Movimiento Pakistaní. Incluso mientras el Punjab y la Provincia de la Frontera Noroeste estaban gobernados por partidos hostiles a la Liga Musulmana, Sindh permaneció leal a Jinnah. Aunque el prominente nacionalista musulmán Sindhi G.M. Syed abandonó la Liga Musulmana de Toda la India a mediados de la década de 1940 y su relación con Jinnah nunca mejoró, la abrumadora mayoría de los musulmanes Sindhi apoyaron la creación de Pakistán, viendo en ello su liberación. El apoyo de los sindhi al movimiento pakistaní surgió del deseo de la clase empresarial musulmana sindhi de expulsar a sus competidores hindúes. El ascenso de la Liga Musulmana a convertirse en el partido con el mayor apoyo en Sind estuvo en gran parte ligado a su conquista de las familias religiosas pirs. Aunque el Leaue musulmán había tenido un pobre desempeño en las elecciones de 1937 en Sind, cuando los partidos locales musulmanes sindhi ganaron más escaños, el cultivo de la Liga Musulmana del apoyo de los pirs y saiyids de Sind en 1946 ayudó a que se afianzara en la provincia.

### Provincia de la frontera noroeste

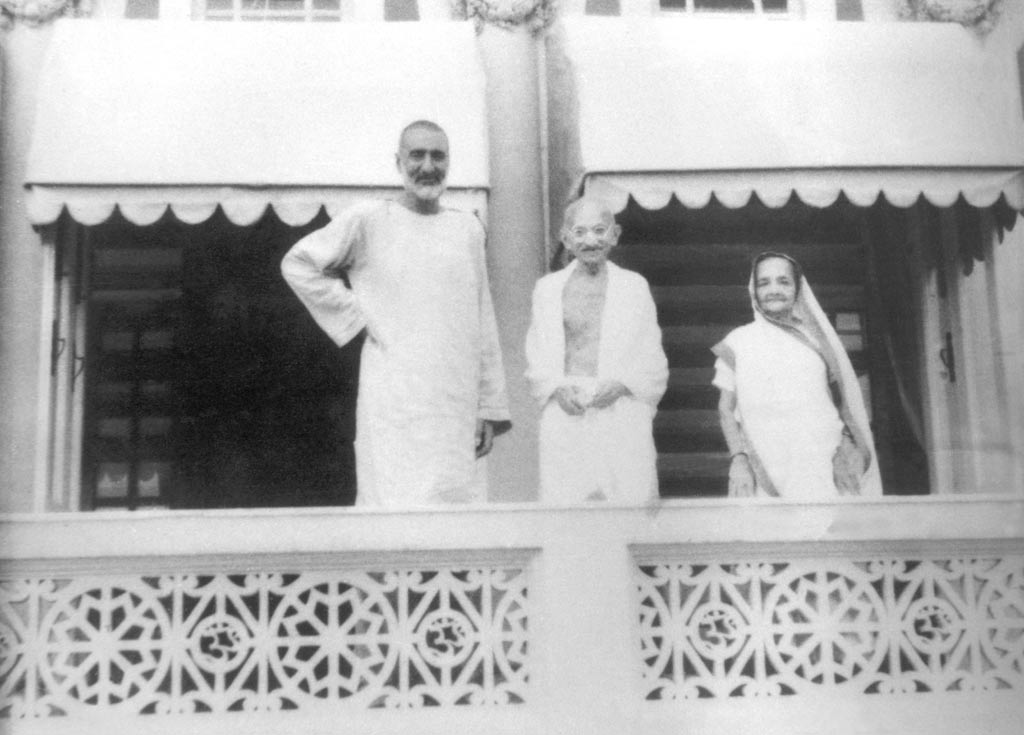
Bacha Khan con Gandhi en 1946

A diferencia del Punyab,  Baluchistán y Sind, la Liga Musulmana tenía poco apoyo en la Provincia de la Frontera Noroeste. Aquí el Congreso y el líder nacionalista pashtún Khan Abdul Ghaffar Khan tenía un apoyo considerable a la causa de la India unida.
Durante el período de la Independencia hubo un ministerio dirigido por el Congreso en la provincia, que fue dirigido por líderes laicos pastunes, incluyendo a Abdul Ghaffar Khan, quien prefirió unirse a la India en lugar de Pakistán. Los líderes laicos pastunes también opinaban que si la unión a la India no era una opción, entonces deberían defender la causa de un estado étnico pashtún independiente en lugar de Pakistán. La postura secular de Abdul Ghaffar Khan había abierto una brecha entre el Jamiyatul Ulama Sarhad (JUS) y el Jamiat Ulema Hind (y la unidad pro India), por lo demás pro-Congreso, así como los Khudai Khidmatgars de Abdul Ghaffar Khan, que también abrazaron la unidad hindú-musulmana. A diferencia del centro JUH, las directrices de la JUS en la provincia comenzaron a tomar tonos comunales. Los JUS ulama vieron a los hindúes de la provincia como una "amenaza" para los musulmanes. Se acusó a los comerciantes hindúes de Nowshera, una ciudad donde maullas pronunciaban sermones antihindúes. Las tensiones también aumentaron en 1936 por el secuestro de una niña hindú en Bannu. En 1947, la mayoría de los JUS ulama de la provincia comenzaron a apoyar la idea de Pakistán de la Liga Musulmana.
Inmediatamente antes de la independencia pakistaní de Gran Bretaña en 1947, los británicos celebraron un referéndum en la Provincia Fronteriza Noroccidental para que los votantes pudieran elegir entre unirse a Pakistán o a la India. El referéndum se celebró el 2 de julio de 1947, mientras que las elecciones comenzaron el 6 de julio de 1947 y los resultados del referéndum se hicieron públicos el 20 de julio de 1947. Según los resultados oficiales, había 572 798 votantes registrados, de los cuales 289 244 (99,02%) votaron a favor de Pakistán, mientras que solo 2874 (0,98%) lo hicieron a favor de India. Según una estimación, la participación total en el referéndum fue solo un 15% inferior a la participación total en las elecciones de 1946. Al mismo tiempo, un gran número de partidarios de Khudai Khidmatgar boicotearon el referéndum y también se informó de intimidación contra los votantes hindúes y sijs por parte de partidarios del Movimiento Pakistaní.

### Baluchistan

250pxJinnah reunión con los líderes de Baluchistán

Durante el dominio británico en la India, Baluchistán estaba bajo el mando de un comisario jefe y no tenía el mismo estatus que otras provincias de la India británica. La Liga Musulmana bajo Muhammad Ali Jinnah en el período 1927-1947 se esforzó por introducir reformas en Baluchistán para equipararla a otras provincias de la India británica. Aparte de la Liga Musulmana pro-separatista que estaba dirigida por un no-Baloch y un no-Sardar, "tres partidos pro-Congreso seguían activos en la política de Baluchistán", como el Anjuman-i-Watan Baluchistán, que favorecía a una India unida.
Baluchistán contenía una provincia del Comisionado Principal y cuatro estados principescos bajo el Raj británico. El 29 de junio de 1947, el Shahi Jirga de la provincia y los miembros no oficiales del municipio de Quetta optaron por Pakistán por unanimidad; tres de los estados principescos, Makran,  Las Bela y Kharan, se adhirieron a Pakistán en 1947 tras la independencia. Pero el gobernante del cuarto estado principesco, el Kanato de Kalat, Ahmad Yar Khan, que solía llamar a Jinnah su "padre", declaró la independencia de Kalat, ya que ésta era una de las opciones dadas a los 535 estados principescos por el primer ministro británico Clement Attlee.
El Congreso pro-India, que obtuvo el apoyo de los hindúes y algunos musulmanes, sintiendo que las compulsiones geográficas y demográficas no permitirían la inclusión de la provincia en la nueva India Independiente, comenzó a alentar a los elementos separatistas en Baluchistán, y en otras provincias de mayoría musulmana como la Provincia Fronteriza Noroccidental.
Kalat finalmente accedió a Pakistán el 27 de marzo de 1948, después de la «extraña ayuda» de All India Radio y de un período de negociaciones y tácticas burocráticas utilizadas por Pakistán. La firma del Instrumento de Adhesión por parte de Ahmad Yar Khan llevó a su hermano, el Príncipe Abdul Karim, a rebelarse contra la decisión de su hermano en julio de 1948. Los príncipes Agha Abdul Karim Baloch y Muhammad Rahim, se negaron a deponer las armas, liderando al Dosht-e Jhalawan en ataques no convencionales contra el ejército hasta 1950. Los príncipes libraron una batalla solitaria sin el apoyo del resto de Baluchistán.

### Bengala

Mapa de United Bengal

El Movimiento Pakistaní fue muy popular entre la población musulmana de Bengala, que también fue la cuna de la Liga Musulmana, en la década de 1940. Muchos de los notables estadistas y activistas de la Liga Musulmana provenían de Bengala Oriental, incluyendo a Huseyn Suhrawardy, Nazimuddin y Nurul Amin, quienes más tarde se convirtieron en Primeros Ministros de Pakistán. Después de la partición de Bengala estalló la violencia en la región, que estaba contenida principalmente en Calcuta y Noakhali. Está documentado por historiadores pakistaníes que Suhrawardy quería que Bengala fuera un estado independiente que no se uniera a Pakistán ni a la India, sino que permaneciera sin divisiones. A pesar de las fuertes críticas de la Liga Musulmana, Jinnah se dio cuenta de la validez del argumento de Suhrawardy y dio su apoyo tácito a la idea de un Bengala Independiente.

### Musulmanes rohingya
Durante el Movimiento Pakistaní en los años 40, los musulmanes Rohinya en el oeste de Birmania tenían la ambición de anexionarse y fusionar su región en el este de Pakistán. Antes de la independencia de Birmania en enero de 1948, los líderes musulmanes de Arakan se dirigieron a Jinnah, el fundador de Pakistán, y le pidieron su ayuda para anexionar la región de Mayu a Pakistán que estaba a punto de formarse. Dos meses más tarde, la Liga Musulmana de Arakan del Norte se fundó en Akyab (moderno: Sittwe, capital del Estado de Arakan), y se anexionó demasiado exigente a Pakistán. Sin embargo, cabe señalar que la propuesta nunca se materializó después de que, según se informa, fuera rechazada por Jinnah.

### El papel de Ulama
En su campaña electoral de 1946, la Liga Musulmana recurrió al apoyo de eruditos islámicos y sufíes con el grito de unión de'Islam en peligro'. La mayoría de Barelvis apoyó la creación de Pakistán y Barelvi ulama emitió fatwas en apoyo de la Liga Musulmana. En contraste, la mayoría de los Deobandi ulama, encabezados por Maulana Husain Ahmad Madani se opusieron a la creación de Pakistán y a la «teoría de dos naciones». Maulana Husain Ahmad Madani y los deobandis defendían el "nacionalismo compuesto", según el cual los musulmanes y los hindúes eran una nación (cf. El nacionalismo compuesto y el Islam). Madani diferenciaba entre qaum -que significaba una nación multirreligiosa- y millat -que era exclusivamente la unidad social de los musulmanes. Sin embargo, algunos clérigos Deobandi muy influyentes apoyaron la creación de Pakistán. Entre ellos, Mufti Muhammad Shafi y Maulana Shabbir Ahmad Uthmani. Maulana Ashraf Ali Thanvi también apoyó la demanda de la Liga Musulmana para la creación de Pakistán y desestimó la crítica de que la mayoría de los miembros de la Liga Musulmana no eran musulmanes practicantes. Maulana Ashraf Ali Thanvi era de la opinión de que la Liga Musulmana debería ser apoyada y también aconsejada al mismo tiempo para que se volviera religiosamente observadora.

## Conclusión
Las ideas filosóficas de Sir Syed Ahmad Khan (1817-1898) desempeñaron un papel directo en el Movimiento Pakistaní. Su Teoría de las dos naciones se hizo cada vez más obvia durante el gobierno del Congreso en el Subcontinente. En 1946, las mayorías musulmanas estuvieron de acuerdo con la idea de Pakistán, como respuesta a las políticas unilaterales del Congreso, que también fueron el resultado de la salida de líderes como Jinnah del partido a favor de la Liga Musulmana, ganando en siete de las once provincias. Antes de 1938, Bengala, con 33 millones de musulmanes, tenía solo diez representantes, menos que las Provincias Unidas de Agra y Oudh, en donde sólo vivían siete millones de musulmanes. Así, la creación de Pakistán se hizo inevitable y los británicos no tuvieron más remedio que crear dos naciones separadas -Pakistán e India- en 1947.
Pero el principal factor motivador e integrador fue que la clase intelectual musulmana quería representación; las masas necesitaban una plataforma sobre la cual unirse. Fue la difusión del pensamiento occidental por John Locke, Milton y Thomas Paine, de la Universidad Musulmana de Aligarh, lo que inició el surgimiento del Movimiento Pakistaní. Según el plan de estudios de los Estudios Pakistaníes, a Muhammad bin Qasim se le conoce a menudo como 'el primer pakistaní'. Muhammad Ali Jinnah también aclamó el movimiento pakistaní que se inició cuando el primer musulmán puso un pie en la Puerta del Islam.
Después de la independencia en 1947, la violencia y los trastornos continuaron afectando a Pakistán, ya que el Liaqat Ali Khan fue nombrado primer ministro de Pakistán en 1947. La cuestión de la igualdad de estatus de las lenguas urdu y bengalí creó divergencias en la ideología política del país. La necesidad de una buena gobernanza llevó a la toma del poder por parte de los militares en 1958, a la que siguió una rápida industrialización en los años 60. Los agravios económicos y los pagos financieros desequilibrados condujeron a una lucha sangrienta y armada del este de Pakistán en los años 70, en la que finalmente desembocó en que el este de Pakistán se convirtiera en Bangladés en 1971.
En los sucesivos períodos de tragedia de Pakistán Oriental, el país continuó reconstruyéndose y reconstruyéndose en términos constitucionales y su camino hacia el republicanismo. La XIII enmienda (1997) y la XVIII enmienda (2010) transformaron al país en una república parlamentaria y en una potencia nuclear en el subcontinente.

### Contribución y esfuerzos de los no musulmanes
La visión de Jinnah fue apoyada por pocos de los hindúes, sijs, parsis, judíos y cristianos que vivían en regiones de la India indivisa dominadas por musulmanes. La figura hindú más notable e influyente en el movimiento pakistaní fue Jogendra Nath Mandal de Bengala. Jagannath Azad era de habla urdu. Mandal representaba al contingente hindú que pedía un Pakistán independiente, y era uno de los padres fundadores de Pakistán.  Después de la independencia, Mandal recibió de Jinnah los ministerios de Derecho, Justicia y Fuerza Laboral en el gobierno de Liaqat Ali Khan. Regresó a la India y presentó su renuncia a Liaquat Ali Khan, el entonces primer ministro de Pakistán.
Algunos cristianos locales también apoyaron la visión de Jinnah, desempeñando un papel fundamental en el movimiento. Entre los cristianos notables se encontraban sir Victor Turner y Alvin Robert Cornelius. Turner fue responsable de la planificación económica y financiera del país después de la independencia. Turner fue uno de los padres fundadores de Pakistán y guio a Jinnah y Ali Khan en los asuntos económicos, la tributación y la gestión de las unidades administrativas. Alvin Robert Cornelius fue nombrado Presidente de la Corte Suprema de Lahore por Jinnah y sirvió como Secretario de Ley en el gobierno de Liaqat Ali Khan. Las comunidades hindú, cristiana y parsi también desempeñaron el papel que les correspondía para el desarrollo de Pakistán poco después de su creación.

### Como ejemplo o inspiración
La causa del Movimiento Pakistaní se convirtió en una inspiración en diferentes países del mundo. La protección de las propias creencias, la igualdad de derechos y la libertad se incorporaron en la constitución del estado. Los argumentos presentados por Ali Mazrui señalaban que el movimiento del Sudán meridional condujo a la partición del Sudán en el Sudán propiamente dicho, que es principalmente musulmán, y el Sudán meridional, que es principalmente cristiano y animista.
En Europa, Alija Izetbegović, el primer presidente de la República de Bosnia-Herzegovina, comenzó a adoptar el "modelo pakistaní" en los años sesenta, alienando a los serbios que utilizarían esta ideología para atacar a los bosnios más tarde, mientras que en su Declaración Islámica "designó a Pakistán como un país modelo a imitar por los revolucionarios musulmanes de todo el mundo".

### Memoria y legado
El Movimiento Pakistaní ocupa un lugar central en la memoria de Pakistán. La historia fundacional del Movimiento Pakistaní no solo está cubierta en los libros de texto de las escuelas y universidades, sino también en innumerables monumentos. Casi todos los eventos clave están cubiertos también en los libros de texto, la literatura y las novelas de Pakistán. Por lo tanto, el 14 de agosto es uno de los días nacionales más importantes y celebrados en Pakistán. Para muchos autores e historiadores, el legado de Jinnah es Pakistán.
El Minar-e-Pakistán es un monumento que ha atraído a diez mil visitantes. El Minar-e-Pakistán todavía continúa proyectando la memoria a la gente para recordar el nacimiento de Pakistán. Las haciendas de Jinnah en Karachi y Ziarat han atraído a miles de visitantes.
El historiador de Pakistán, Vali Nasr, argumenta que el universalismo islámico se había convertido en una fuente principal del movimiento pakistaní que dio forma al patriotismo, significado y nacimiento de la nación. Para muchos pakistanís, el papel de Jinnah es visto como un líder moderno parecido a Moisés, mientras que muchos otros padres fundadores del estado-nación también ocupan un lugar extremadamente respetado en los corazones del pueblo pakistaní.

## Cronología
- 1849 Anexión del Punjab.
- 1850 Urdu se convierte en el idioma oficial en todas las provincias del oeste de Pakistán, excluyendo Sindh
- 1857  Guerra de la independencia
- 1885 Formación del Congreso Nacional Indio.
- 1901 Partición de Punjab
- 1905 Partición de Bengala
- 1906 Diputación Simla
- 1906  Fundación de la Liga Musulmana de toda la India.
- 1909 Reformas de Minto-Morley
- 1911 Anulación de la partición de Bengala.
- 1914-18 Primera Guerra Mundial
- 1916 Pacto de Lucknow
- 1919 Masacre de Amritsar
- 1919 Reformas de Montagu-Chelmsford
- 1919–23 Movimiento Khilafat
- 1922–29 Disturbios hindúes y musulmanes
- 1927 Propuestas musulmanas de Delhi
- 1928 Informe Nehru
- 1929 Catorce Puntos de Jinnah
- 1930 Informe de la Comisión Simon
- 1930 Separación de un fuerte grupo punjabí del congreso y formación de Majlis-e-Ahrar-ul-Islam.
- 1930 Allama Iqbal Dirección
- 1931 Movimiento de resistencia de Cachemira
- 1930–32 Conferencias de mesa redonda
- 1932 Premio Comunal de 1932
- 1933 Movimiento Nacional de Pakistán
- 1933 Declaración de Pakistán
- 1935 Ley del gobierno de la India
- 1937 Elecciones
- 1937–39 Regla del Congreso en 7 de las 11 Provincias
- 1937 Gobiernos fuertes en contra del congreso en Punjab y Bengala
- 1938 AK Fazlul Huq de Bengala se unió a la Liga Musulmana
- 1938 Pacto de Jinah Sikandar
- 1938 Informe Pirpur
- 1939-45 Segunda Guerra Mundial
- 1939 La renuncia de los ministerios de congreso y los jugadores de poder no congresistas tienen una oportunidad de oro.
- 1940 Resolución de Pakistán
- 1940 19 de marzo Masacre de Khaksar en Lahore[117][118]
- 1942 Movimiento de India y jugadores no congresistas consiguieron más espacio.
- 1942 Misión de Cripps
- 1944 Conversaciones de Gandhi-Jinnah
- 1945 Conferencia Simla
- 1946 Misión del Gabinete, el último esfuerzo británico para unir la India.
- 1946 Día de Acción Directa después del plan de misión del gabinete.
- 1946 Gobierno interino instalado en oficina.
- 1946 Campaña Abandonar Cachemira como la formación del gobierno interino de Azad Cachemira
- 1947 junio. Plan de partición
- 1947 Creación de Pakistán

## Citas notables
Allama Iqbal

Me gustaría que el Punjab, la Provincia de la Frontera Noroccidental, Sind y Baluchistán se fusionaran en un solo Estado. El autogobierno dentro del Imperio Británico, o sin el Imperio Británico, la formación de un Estado Musulmán del Noroeste de la India consolidado me parece el destino final de los musulmanes, al menos del Noroeste de la India

Choudhry Rahmat Ali

En este momento solemne de la historia de la India, cuando los estadistas británicos e indios están sentando las bases de una Constitución Federal para ese país, les hacemos este llamamiento, en nombre de nuestro patrimonio común, en nombre de nuestros treinta millones de hermanos musulmanes que viven en Pakistán, y nos referimos a las cinco unidades septentrionales de la India: Punjab, Provincia de la Frontera del Noroeste (Provincia Afgana), Cachemira, Sind y Baluchist án - por su simpatía y apoyo en nuestra sombría y fatídica lucha contra la crucifixión política y la aniquilación completa

Muhammad Ali Jinnah

Es extremadamente difícil apreciar por qué nuestros amigos hindúes no entienden la verdadera naturaleza del Islam y el hinduismo. No son religiosos en el sentido estricto de la palabra, sino que son, de hecho, órdenes sociales diferentes y distintos, y es un sueño que los hindúes y los musulmanes puedan desarrollar una nacionalidad común, y esta idea errónea de una nación india tiene problemas y llevará a la India a la destrucción si no revisamos nuestras nociones a tiempo. Los hindúes y los musulmanes pertenecen a dos filosofías religiosas diferentes, costumbres sociales y literaturas. No se entremezclan ni se entrecruzan y, de hecho, pertenecen a dos civilizaciones diferentes que se basan principalmente en ideas y concepciones contradictorias. Su aspecto de la vida y de la vida es diferente. Es evidente que los hindúes y los musulmanes se inspiran en diferentes fuentes de la historia. Tienen una ética diferente, héroes diferentes y episodios diferentes. Muy a menudo el héroe de uno es un enemigo del otro y, del mismo modo, sus victorias y derrotas se superponen. Para unir a dos de estas naciones bajo un mismo estado, una como minoría numérica y la otra como mayoría, debe conducir a un creciente descontento y a la destrucción final de cualquier tejido que pueda ser construido para el gobierno de tal estado

## Líderes y padres fundadores
- Muhammad Ali Jinnah
- Allama Muhammad Iqbal
- Aga Khan III
- Liaquat Ali Khan
- Sardar Abdur Rab Nishtar
- Muhammad Zafarullah Khan
- A. K. Fazlul Huq
- Mohammad Abdul Ghafoor Hazarvi
- Ghulam Bhik Nairang
- Khwaja Nazimuddin
- Jalal-ud-din Jalal Baba
- Huseyn Shaheed Suhrawardy
- Chaudhry Naseer Ahmad Malhi
- Maulana Zafar Ali Khan
- Ra'ana Liaquat Ali Khan
- Fatima Jinnah
- Abdullah Haroon